# Juventus Football Club 2013-2014
Questa voce raccoglie le informazioni riguardanti la Juventus Football Club nelle competizioni ufficiali della stagione 2013-2014.

## Stagione
(Rudi Garcia, allenatore della Roma.)

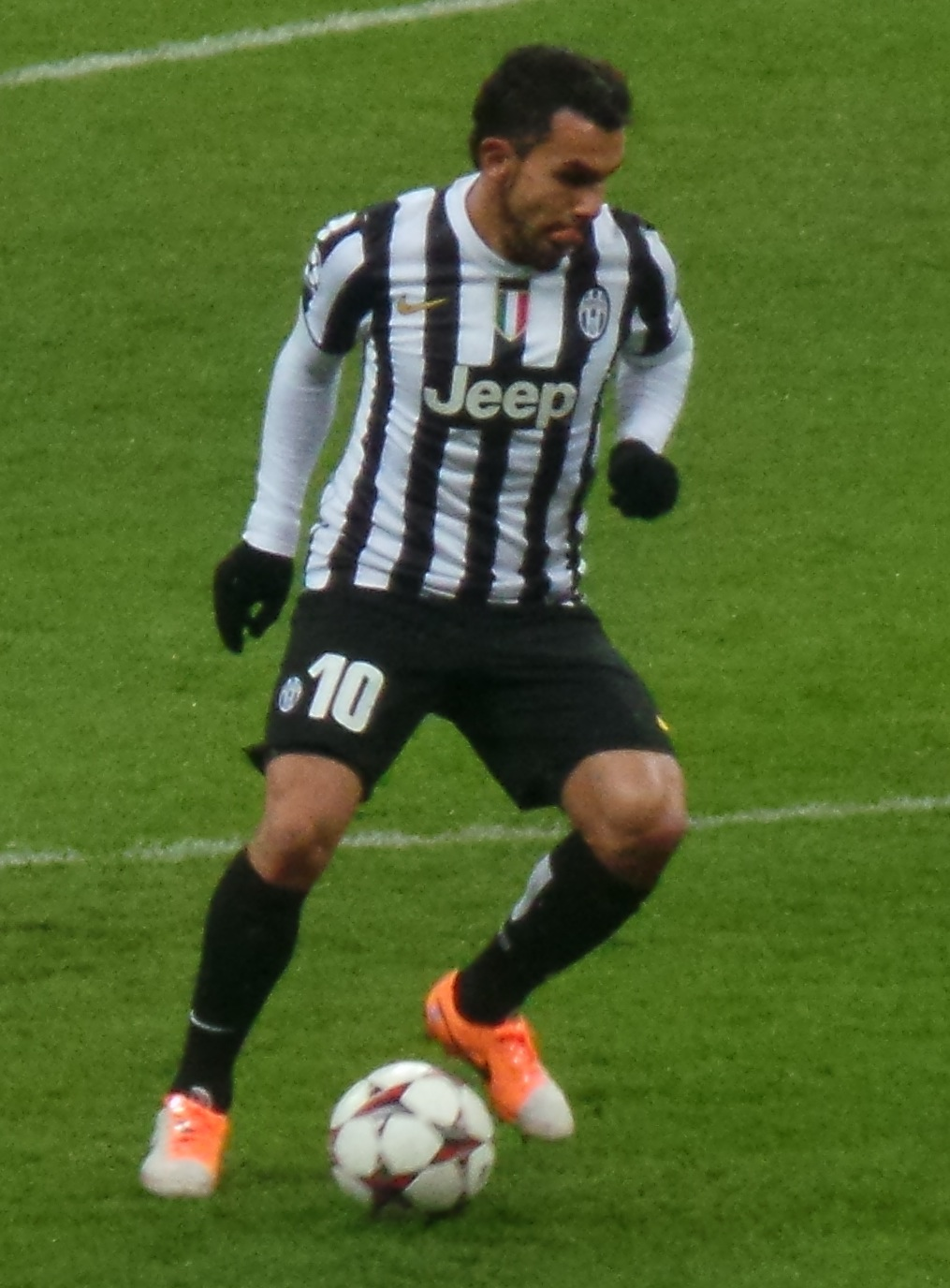
L'argentino Carlos Tévez, neoacquisto chiamato a vestire la maglia n. 10 lasciata vacante dai tempi di Del Piero, emerge quale il maggior realizzatore stagionale del club con 21 gol.

La stagione 2013-2014 della Juventus è l'81ª in Serie A e la 108ª complessiva in massima serie. Il club bianconero, inoltre, partecipa per la 28ª volta alla UEFA Champions League e comincia il suo cammino europeo direttamente dalla fase a gironi in qualità di Campione d'Italia in carica. L'inizio della stagione vede il trionfo per 4-0 in Supercoppa italiana contro la Lazio, con il primo gol in bianconero di Carlos Tévez, erede della maglia n. 10 appartenuta in precedenza ad Alessandro Del Piero.
L'avvio in campionato è caratterizzato dalle vittorie con la Sampdoria e di nuovo con la Lazio, ma a causa del pareggio con l'Inter alla terza giornata, la Juventus perde la vetta del campionato dopo 48 giornate. Successivamente arrivano le vittorie di misura contro Verona, Chievo, Torino e Milan fino alla trasferta contro la Fiorentina in cui, dopo essere passata in vantaggio per 0-2, la Juventus subisce la rimonta della squadra di casa che riesce a segnare 4 gol in poco più di 15 minuti vincendo la partita per 4-2. In questo periodo la squadra viene criticata aspramente per i numerosi gol subiti, spesso causati da disattenzioni difensive. Tra la fine di ottobre e l'inizio di novembre la Juventus comincia a inanellare una serie di vittorie contro Genoa, Catania e Parma e infligge una sconfitta per 3-0 al Napoli, portandosi al primo posto in classifica in solitaria. La striscia vincente continua contro Udinese e Bologna senza subire gol, con Gianluigi Buffon che supera così il suo personale record di imbattibilità mantenendo la sua rete inviolata per 640 minuti consecutivi.
Nel sorteggio dei gironi di Champions League la Juventus è in seconda fascia e trova come avversarie il Real Madrid, il Galatasaray e il Copenhagen. Il cammino dei bianconeri nella competizione europea comincia in Danimarca, dove i padroni di casa riescono a ottenere un pareggio per 1-1. Nella seconda partita i bianconeri raccolgono un altro pareggio, stavolta per 2-2 in casa con il Galatasaray. Nelle due partite contro il Real Madrid, le merengues vincono di misura in casa mentre a Torino è di nuovo 2-2, con la Juventus ora ultima nel girone a 3 punti. Nel ritorno contro il Copenhagen stavolta sono i bianconeri a vincere (3-1) e con il Galatasaray sconfitto dal Real Madrid e dal Copenhagen nella giornata precedente, alla Juventus basta un pareggio in Turchia per passare il turno. L'ultima partita si gioca con il campo in condizioni precarie a causa della neve caduta abbondantemente durante la serata, tanto che l'arbitro si vede costretto a sospendere e successivamente a rimandare la partita al giorno seguente. Alla ripresa del gioco il campo è in condizioni ancora peggiori della sera prima, ma l'arbitro e i delegati UEFA danno l'assenso. Alla fine il Galatasaray vince la partita per 1-0 grazie a un gol di Wesley Sneijder negli ultimi minuti, con la Juventus eliminata e costretta a ripartire dai sedicesimi di Europa League. La partita di Istanbul sarà ricordata a causa dell'ondata di polemiche che ha suscitato, soprattutto per la decisione dell'arbitro di riprendere il gioco nonostante le pessime condizioni del campo e per il comportamento degli addetti alla rimozione della neve, accusati di aver volutamente rovinato la parte di campo in cui avrebbe attaccato la squadra bianconera per ostacolarla.

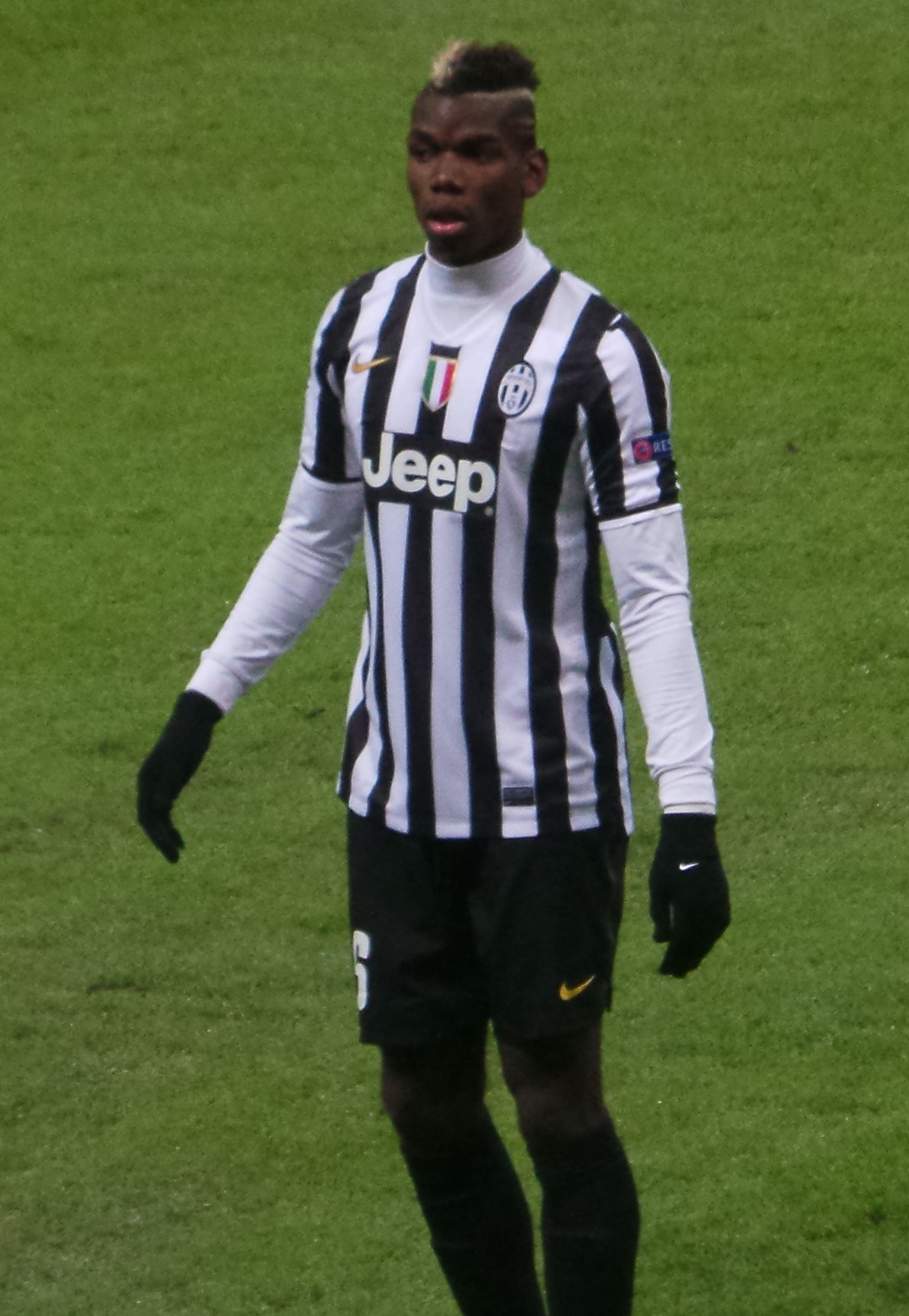
Il giovane francese Paul Pogba, pluripresente in stagione con 51 partite giocate nonché protagonista assoluto del successo d'inizio stagione in Supercoppa italiana.

Nell'ultima partita del girone di andata contro il Cagliari la Juventus stabilisce il proprio record di squadra di vittorie consecutive in campionato, undici, superando il primato precedente detenuto dalla squadra del Quinquennio d'oro allenata da Carlo Carcano nella stagione 1931-1932. Nella giornata seguente arriva un'altra vittoria, con la Sampdoria.
In Coppa Italia a dicembre la formazione bianconera entra nel tabellone agli ottavi superando in casa per 3-0 l'Avellino. Nei quarti viene eliminata per 1-0 dalla Roma all'Olimpico di Roma.
Il record in campionato viene interrotto dopo 12 vittorie consecutive nella successiva giornata dalla Lazio che, in casa, fissa il risultato sull'1-1. La settimana dopo allo Juventus Stadium arriva l'Inter battuta 3-1, con i bianconeri che tornano alla vittoria. La domenica successiva la squadra viene nuovamente fermata da un pareggio in trasferta contro il Verona in cui, dopo essere passata in vantaggio per 0-2, gli uomini di Conte subiscono la rimonta della squadra gialloblu nei minuti finali. Anche la Roma pareggia, fermata sullo 0-0 nel derby con la Lazio. Di seguito arriveranno le vittorie contro ChievoVerona (3-1), nel derby con il Torino (1-0) e in trasferta contro il Milan per 0-2. Alla 27ª giornata la Juventus batte di misura la Fiorentina (1-0) mentre la Roma viene sconfitta a Napoli per 1-0: la Juventus porta così il suo vantaggio in classifica a 14 punti, anche se la Roma ha una gara in meno dovendo recuperare la partita in casa con il Parma, sospesa il 2 febbraio. La serie di vittorie prosegue nella doppia trasferta contro Genoa e Catania, entrambi per 1-0 e in casa contro il Parma (2-1).
Eliminata dalla Champions League, il piazzamento del terzo posto vale l'ammissione ai sedicesimi di Europa League. L'atto conclusivo della manifestazione si svolgerà a Torino e avrà teatro proprio lo Juventus Stadium. A febbraio la Juventus riprende il cammino in Europa vincendo con i turchi del Trabzonspor, passando il turno con un doppio 2-0, prima in casa e poi a Trebisonda. Agli ottavi di finale il sorteggio pone di fronte i bianconeri contro la Fiorentina: finisce 1-1 a Torino, mentre nella partita di ritorno avranno la meglio i bianconeri grazie a un gol su punizione di Pirlo. Ai quarti la Juventus elimina i francesi dell'Olympique Lione: due vittorie di misura prima per 1-0 a Lione poi con un 2-1 a Torino. In semifinale l'urna di Nyon assegna alla Juventus i portoghesi del Benfica: a Lisbona vincono i portoghesi per 2-1, con la rete dei bianconeri realizzata da Carlos Tévez (che non segnava in Europa da cinque anni); nella partita di ritorno a Torino la Juventus non andrà oltre lo 0-0, risultato che sancisce l'eliminazione dalla manifestazione proprio a un passo dalla finale in gara unica di Torino del 14 maggio.

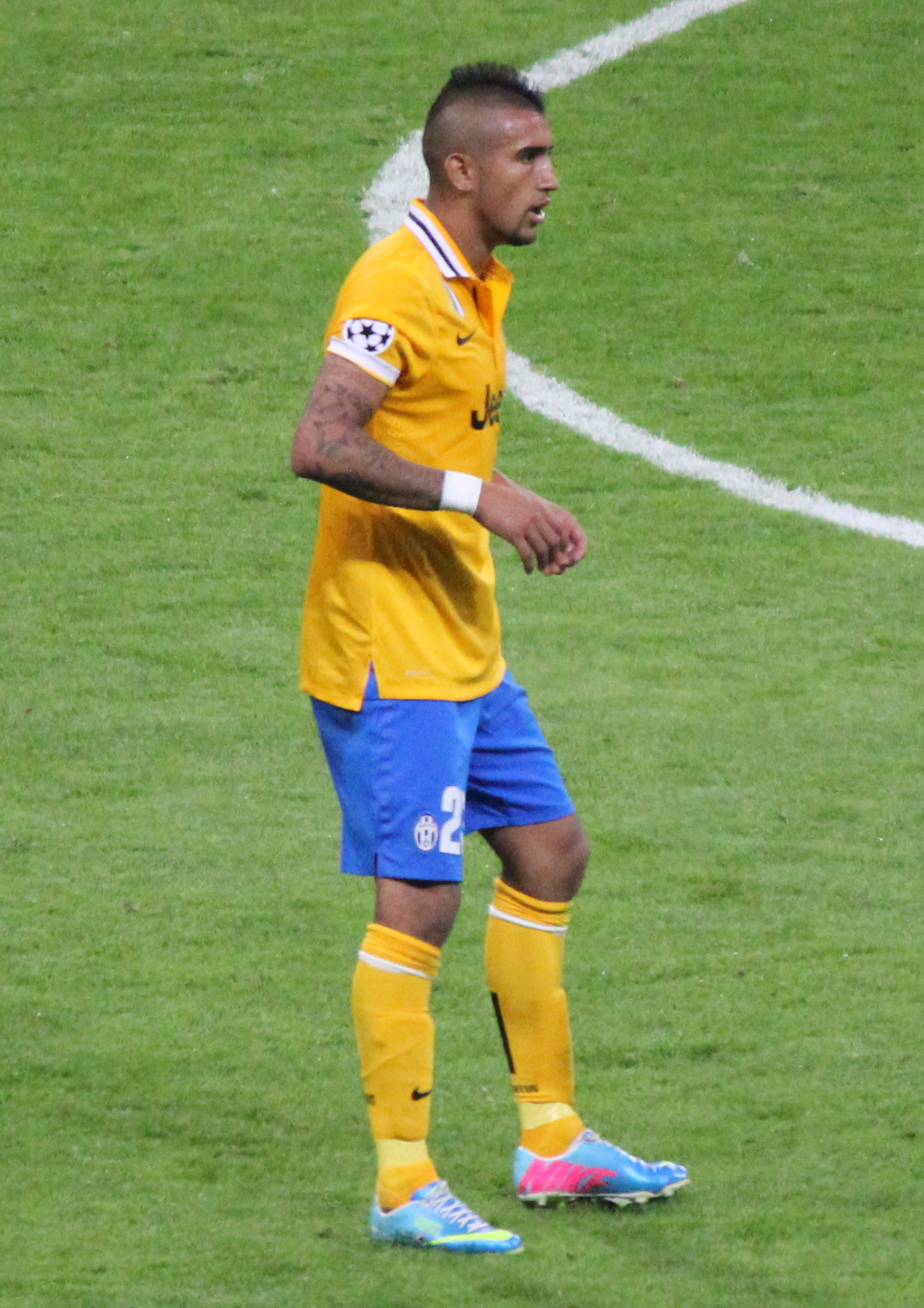
Il centrocampista cileno Arturo Vidal batte ogni suo precedente record sottoporta, con 18 reti stagionali tra campionato e coppe.

Alla 31ª di campionato la Juventus va a Napoli, arriverà la seconda sconfitta della stagione per 2-0. Il passo falso riporterà il distacco a 8 punti dalla Roma, vincente il mercoledì successivo nel recupero in casa contro il Parma. La sconfitta contro i partenopei interromperà una serie positiva che durava dal 20 ottobre, quando si disputò l'ottavo turno di campionato (sconfitta contro la Fiorentina). Una striscia di 22 partite utili consecutive fatta di 20 vittorie e 2 pareggi (Lazio e Verona). Nei turni successivi la Juventus tornerà a vincere contro Livorno, Udinese, Bologna e Sassuolo. Il distacco rimarrà comunque di 8 punti stante le altrettante vittorie della Roma. Dopo la vittoria a Reggio Emilia contro il Sassuolo per 3-1, ai bianconeri mancherà solo la matematica per vincere il campionato.
Alla 36ª giornata la Roma viene sconfitta per 4-1 in casa del Catania, assegnando così ai bianconeri il terzo scudetto consecutivo dell'era Conte senza neanche dover giocare la gara interna contro l'Atalanta per avere la certezza matematica. Alla fine del campionato il distacco dai giallorossi classificati secondi sarà di 17 punti, in virtù anche delle tre sconfitte subite dalla Roma nelle ultime tre partite di campionato. Una di queste avvenuta alla 37ª giornata, nello scontro diretto vinto dai bianconeri al 94' con rete di Osvaldo, con lo scudetto già assegnato la domenica precedente. La Juventus non riusciva a vincere tre scudetti consecutivi dal lontano 1932-1933 (poi ne vinse altri due): era la Juventus del Quinquennio d'oro.
La Juventus chiude con una vittoria (3-0 al Cagliari) e archivia la stagione del terzo scudetto consecutivo con il record di punti in classifica: 102. Solo il Barry Town nel 1996-1997 e nel 1997-1998, e il Celtic nel 2001-2002 sono riusciti in Europa a fare meglio della formazione di Conte, finendo i propri campionati rispettivamente a 105, 104 e 103 punti. Il primato è arrivato grazie a 19 successi in altrettante partite interne, per un totale di 33 vittorie su 38. La squadra ha fatto registrare anche il miglior attacco e la miglior difesa del torneo, rispettivamente con 80 reti segnate e 23 subite.

## Divise e sponsor
Lo sponsor tecnico per la stagione 2013-2014 è Nike, mentre sponsor ufficiale è Jeep.
La prima divisa presenta una maglia con nove strisce bianconere, accompagnata da pantaloncini e calzettoni bianchi, rifacendosi esplicitamente allo stile delle casacche juventine degli anni 1980; rispetto alla stagione precedente, in polemica con le sentenze di Calciopoli permane l'assenza delle stelle, mentre scompare anche la frase indicante gli scudetti vinti «sul campo». La seconda uniforme riprende quella della stagione 1983-1984, con cui i bianconeri sollevarono la loro unica Coppa delle Coppe: la maglia è gialla, con colletto a polo e bordini bianconeri; questa è accompagnata da calzoncini blu e calzettoni gialli, andando a richiamare nell'insieme i colori comunali torinesi. Infine, la terza muta coincide con la seconda completamente nera dell'annata passata, tuttavia mai utilizzata nel corso di questa stagione.
| Casa | Trasferta | Terza divisa |

Per i portieri sono disponibili tre tenute monocolore, in verde speranza, blu scuro e nero.
| 1ª portiere | 2ª portiere | 3ª portiere |

## Organigramma societario
Area direttiva
- Presidente: Andrea Agnelli
- Amministratore delegato: Aldo Mazzia
- Presidenti onorari: Giampiero Boniperti e Franzo Grande Stevens
- Amministratore delegato e direttore generale: Giuseppe Marotta
- Amministratori: Maurizio Arrivabene, Giulia Bongiorno, Paolo Garimberti, Assia Grazioli-Venier, Pavel Nedvěd, Enrico Vellano e Camillo Venesio
- Direttore finanziario: Aldo Mazzia
- Direttore finanza, pianificazione e controllo: Marco Re
- Direttore risorse umane e organizzazione: Alessandro Sorbone
- Responsabile gestione e controllo investimenti immobiliari: Riccardo Abrate

Area comunicazione
- Direttore comunicazioni e pubbliche relazioni: Claudio Albanese
- Responsabile information technology: Claudio Leonardi
- Internal audit senior manager: Luigi Bocchio
- Direttore controllo interno: Alessandra Borelli
- Direttore digital media: Federico Palomba
- Direttore servizi legali e controllo del rischio: Fabio Tucci
- Direttore ufficio stampa: Enrica Tarchi
- Addetto stampa sportivo: Luca Casassa
- Addetto stampa junior: Cristina Demarie
- Responsabile comunicazioni corporate e media operations: Gabriella Ravizzotti

Area organizzativa
- Segretario sportivo: Francesco Gianello
- Team manager: Matteo Fabris

Area marketing
- Direttore commerciale: Francesco Calvo
- Responsabile marketing: Alessandro Sandiano
- Responsabile contabilità: Alberto Mignone
- Responsabile eventi e museo: Alessandro Sandiano
- Responsabile partenariato globale: Nicola Verdun

Area sanitaria
- Responsabile settore medico: Fabrizio Tencone
- Responsabile sanitario: Gianluca Stesina
- Medico sociale: Luca Stefanini
- Responsabile medico settore giovanile: Stefano Suraci
- Rieducatore massofisioterapista: Marco Luison
- Massofisioterapisti: Maurizio Delfini, Dario Garbiero, Francesco Pieralisi, Emanuele Randelli e Gianluca Scolaro
- Chiropratico: Elio Cavedoni

Area tecnica
- Direttore sportivo e coordinatore dell'area tecnica: Fabio Paratici
- Segretario generale: Maurizio Lombardo
- Responsabile settore giovanile: Stefano Braghin
- Vice direttore settore giovanile e responsabile area tecnica: Gianluca Pessotto
- Segretario settore giovanile: Massimiliano Mazzetta
- Collaboratore area tecnica: Federico Cherubini
- Piemonte chief scout: Claudio Sclosa
- Italy chief scout: Roberto Marta
- Foreign countries chief scout: Javier Ribalta
- Responsabile attività di base e progetto Under 8: Luigi Milani
- Responsabile tecnico attività di base e progetto Under 8: Antonio Marchio
- Allenatore: Antonio Conte
- Allenatore in seconda: Angelo Alessio
- Collaboratori tecnici: Massimo Carrera e Mauro Sandreani
- Preparatore dei portieri: Claudio Filippi
- Responsabile preparazione atletica: Paolo Bertelli
- Preparatori atletici: Costantino Coratti, Duccio Ferrari Bravo, Julio Tous Fajardo
- Responsabile Training Check: Roberto Sassi
- Allenatore Juventus Primavera: Andrea Zanchetta e Fabio Grosso

## Rosa
Rosa e numerazione aggiornate al 31 gennaio 2014.
| N. |                       | Ruolo | Calciatore                        |
| -- | --------------------- | ----- | --------------------------------- |
| 1  | Italia (bandiera)     | P     | Gianluigi Buffon (capitano)       |
| 3  | Italia (bandiera)     | D     | Giorgio Chiellini (vice capitano) |
| 4  | Uruguay (bandiera)    | D     | Martín Cáceres                    |
| 5  | Italia (bandiera)     | D     | Angelo Ogbonna                    |
| 6  | Francia (bandiera)    | C     | Paul Pogba                        |
| 7  | Italia (bandiera)     | C     | Simone Pepe                       |
| 8  | Italia (bandiera)     | C     | Claudio Marchisio                 |
| 9  | Montenegro (bandiera) | A     | Mirko Vučinić                     |
| 10 | Argentina (bandiera)  | A     | Carlos Tévez                      |
| 11 | Italia (bandiera)     | D     | Paolo De Ceglie                   |
| 12 | Italia (bandiera)     | A     | Sebastian Giovinco                |
| 13 | Italia (bandiera)     | D     | Federico Peluso                   |
| 14 | Spagna (bandiera)     | A     | Fernando Llorente                 |
| 15 | Italia (bandiera)     | D     | Andrea Barzagli                   |

| N. |                        | Ruolo | Calciatore           |
| -- | ---------------------- | ----- | -------------------- |
| 16 | Italia (bandiera)      | D     | Marco Motta          |
| 18 | Italia (bandiera)      | A     | Pablo Osvaldo        |
| 19 | Italia (bandiera)      | D     | Leonardo Bonucci     |
| 20 | Italia (bandiera)      | C     | Simone Padoin        |
| 21 | Italia (bandiera)      | C     | Andrea Pirlo         |
| 22 | Ghana (bandiera)       | C     | Kwadwo Asamoah       |
| 23 | Cile (bandiera)        | C     | Arturo Vidal         |
| 24 | Paesi Bassi (bandiera) | C     | Ouasim Bouy          |
| 26 | Svizzera (bandiera)    | D     | Stephan Lichtsteiner |
| 27 | Italia (bandiera)      | A     | Fabio Quagliarella   |
| 30 | Italia (bandiera)      | P     | Marco Storari        |
| 33 | Cile (bandiera)        | C     | Mauricio Isla        |
| 34 | Brasile (bandiera)     | P     | Rubinho              |

## Calciomercato

### Sessione estiva(dal 1º/7 al 2/9)
| Acquisti         | Acquisti             | Acquisti        | Acquisti                                           |
| R.               | Nome                 | da              | Modalità                                           |
| ---------------- | -------------------- | --------------- | -------------------------------------------------- |
| D                | Marco Motta          | Bologna         | fine prestito                                      |
| D                | Angelo Ogbonna       | Torino          | definitivo (13 milioni €) con bonus (2 milioni €)  |
| C                | Ouasim Bouy          | Brescia         | fine prestito                                      |
| A                | Fernando Llorente    |                 | svincolato                                         |
| A                | Carlos Tévez         | Manchester City | definitivo (9 milioni €) con bonus (6 milioni €)   |
| Altre operazioni |                      |                 |                                                    |
| R.               | Nome                 | da              | Modalità                                           |
| P                | Francis Anacoura     | Parma           | fine prestito                                      |
| P                | Marco Costantino     | Vallée d'Aoste  | fine prestito                                      |
| P                | Filippo Dani         | Vicenza         | prestito                                           |
| P                | Mattia Del Favero    | Prato           | prestito                                           |
| P                | Alessandro Dovico    | Pro Vercelli    | fine prestito                                      |
| P                | Alberto Gallinetta   | Feralpisalò     | fine prestito                                      |
| P                | Nicola Leali         | Lanciano        | fine prestito                                      |
| P                | Andrea Montrucchio   | Atalanta        | fine prestito                                      |
| P                | Timothy Nocchi       | Juve Stabia     | fine prestito                                      |
| P                | Patrick Consol       | Vallée d'Aoste  | definitivo                                         |
| P                | Gianmarco Vannucchi  | Pro Vercelli    | fine prestito                                      |
| P                | Pietro Zamariola     | Pro Vercelli    | fine prestito                                      |
| D                | Luca Barlocco        | Atalanta        | compartecipazione (1,25 milioni €)                 |
| D                | Nazzareno Belfasti   | Gubbio          | fine prestito                                      |
| D                | Nazzareno Belfasti   | Modena          | riscatto compartecipazione                         |
| D                | Rodolfo Cifarelli    | Pro Vercelli    | fine prestito                                      |
| D                | Davide Faverato      | Pro Vercelli    | fine prestito                                      |
| D                | Andrea Ferrando      | Pro Vercelli    | fine prestito                                      |
| D                | Carlos Garcia        | Perugia         | fine prestito                                      |
| D                | Claudio Gentile      | Pro Vercelli    | fine prestito                                      |
| D                | Prince Gouano        | Vicenza         | fine prestito                                      |
| D                | Nicolò Guiducci      | Genoa           | fine prestito                                      |
| D                | Matteo Liviero       | Perugia         | fine prestito                                      |
| D                | Vlad Marin           |                 | svincolato                                         |
| D                | Alberto Masi         | Ternana         | fine prestito                                      |
| D                | Andrea Melani        | Prato           | prestito                                           |
| D                | Simone Napoli        | Torino          | fine prestito                                      |
| D                | Giulio Parodi        | Bari            | prestito                                           |
| D                | Federico Peluso      | Atalanta        | riscatto compartecipazione (4,8 milioni €)         |
| D                | Daniele Rugani       | Empoli          | compartecipazione                                  |
| D                | Raffaele Scialla     | Pro Vercelli    | fine prestito                                      |
| D                | Gianmaria Zanandrea  | Vicenza         | definitivo                                         |
| D                | Reto Ziegler         | Fenerbahçe      | fine prestito                                      |
| C                | Gabriel Appelt       | Pro Vercelli    | fine prestito                                      |
| C                | Kwadwo Asamoah       | Udinese         | riscatto compartecipazione (9 milioni €)           |
| C                | Raffaele Bianco      | Carpi           | fine prestito                                      |
| C                | Marcel Büchel        | Cremonese       | fine prestito                                      |
| C                | Eros Castelletto     | Sassuolo        | fine prestito                                      |
| C                | Luca Castiglia       | Vicenza         | riscatto compartecipazione                         |
| C                | Filippo Ciurca       | Pro Vercelli    | fine prestito                                      |
| C                | Dejan Danza          | Pro Vercelli    | fine prestito                                      |
| C                | Elio De Silvestro    | Pro Vercelli    | riscatto compartecipazione (0,76 milioni €)        |
| C                | Edoardo Federici     | Pro Vercelli    | fine prestito                                      |
| C                | Mario D'Amato        | Cesena          | fine prestito                                      |
| C                | Carlo Ilari          | Feralpisalò     | fine prestito                                      |
| C                | Carlo Ilari          | Ascoli          | riscatto compartecipazione                         |
| C                | Hadrien Ingrassia    | Pro Vercelli    | fine prestito                                      |
| C                | Elvis Kabashi        | Empoli          | definitivo                                         |
| C                | Jorge Martinez       | CFR Cluj        | fine prestito                                      |
| C                | Felipe Melo          | Galatasaray     | fine prestito                                      |
| C                | Luigi Rizzo          | Juve Stabia     | definitivo                                         |
| C                | Fausto Rossi         | Brescia         | fine prestito                                      |
| C                | Gianmarco Scapin     | Padova          | prestito                                           |
| C                | Leonardo Spinazzola  | Lanciano        | fine prestito                                      |
| A                | Domenico Berardi     | Sassuolo        | compartecipazione (4,5 milioni €)                  |
| A                | Niko Bianconi        | Poggibonsi      | fine prestito                                      |
| A                | Richmond Boakye      | Sassuolo        | fine prestito                                      |
| A                | Edoardo Ceria        | Atalanta        | prestito                                           |
| A                | Stefano De Crescenzo | Bari            | fine prestito                                      |
| A                | Luca Del Papa        | Pescara         | riscatto compartecipazione                         |
| A                | Mbaye Diagne         | Bra             | definitivo                                         |
| A                | Manolo Gabbiadini    | Bologna         | fine prestito                                      |
| A                | Manolo Gabbiadini    | Atalanta        | riscatto compartecipazione (5,5 milioni €)         |
| A                | Ciro Immobile        | Genoa           | riscatto compartecipazione (2,75 milioni €)        |
| A                | Francesco Margiotta  | Carrarese       | fine prestito                                      |
| A                | Younes Marzouk       | Metz            | definitivo (0,5 milioni €) con bonus (1 milioni €) |
| A                | Simone Russini       | Ternana         | compartecipazione (0,65 milioni €)                 |
| A                | Alessio Sallustio    | Milan           | definitivo                                         |
| A                | Alhassane Soumah     | Santarcangelo   | prestito                                           |
| A                | Federico Tamagnini   | Reggiana        | prestito                                           |
| A                | Simone Zaza          | Sampdoria       | definitivo (3,5 milioni €)                         |

| Cessioni         | Cessioni             | Cessioni        | Cessioni                                                                                   |
| R.               | Nome                 | a               | Modalità                                                                                   |
| ---------------- | -------------------- | --------------- | ------------------------------------------------------------------------------------------ |
| P                | Laurențiu Brănescu   | Juve Stabia     | prestito con diritto di opzione e contro opzione                                           |
| C                | Emanuele Giaccherini | Sunderland      | definitivo (7,5 milioni €)                                                                 |
| C                | Luca Marrone         | Sassuolo        | compartecipazione (4,5 milioni €)                                                          |
| A                | Nicolas Anelka       |                 | svincolato                                                                                 |
| A                | Nicklas Bendtner     | Arsenal         | fine prestito                                                                              |
| A                | Alessandro Matri     | Milan           | definitivo (11 milioni €)                                                                  |
| Altre operazioni |                      |                 |                                                                                            |
| R.               | Nome                 | a               | Modalità                                                                                   |
| P                | Marco Costantino     | Modena          | definitivo                                                                                 |
| P                | Alberto Gallinetta   | Chieti          | prestito                                                                                   |
| P                | Nicola Leali         | Spezia          | prestito (0,145 milioni €) con diritto di riscatto della metà del cartellino (6 milioni €) |
| P                | Andrea Montrucchio   | AO Chania       | prestito                                                                                   |
| P                | Timothy Nocchi       | Carpi           | prestito con diritto di riscatto della metà del cartellino                                 |
| P                | Giacomo Volpe        | Barletta        | prestito con diritto di riscatto                                                           |
| D                | Nazzareno Belfasti   | Pro Vercelli    | compartecipazione                                                                          |
| D                | Nicholas Canizares   | Rayo Vallecano  | prestito                                                                                   |
| D                | Gianluca Carfora     | Cuneo           | risoluzione compartecipazione (0 milioni €)                                                |
| D                | Roberto Crivello     | San Marino      | risoluzione compartecipazione (0 milioni €)                                                |
| D                | Andrea De Paola      | Carpi           | risoluzione compartecipazione (0 milioni €)                                                |
| D                | Alessandro Degrassi  | Lanciano        | prestito                                                                                   |
| D                | Simone Di Dio        | Martina         | risoluzione compartecipazione (0 milioni €)                                                |
| D                | Carlos Garcia        | Parma           | definitivo (0,5 milioni €)                                                                 |
| D                | Prince Gouano        | Atalanta        | compartecipazione (0,45 milioni €)                                                         |
| D                | Niccolo Guiducci     | Latina          | prestito                                                                                   |
| D                | Jacob Laursen        | Odense          | prestito con diritto di riscatto                                                           |
| D                | Matteo Liviero       | Carpi           | prestito con diritto di riscatto della metà del cartellino                                 |
| D                | Hörður Magnússon     | Spezia          | compartecipazione (1 milioni €)                                                            |
| D                | Alberto Masi         | Ternana         | compartecipazione (2 milioni €)                                                            |
| D                | Gianluca Prandoni    | Catania         | prestito                                                                                   |
| D                | Dario Romano         | Alessandria     | risoluzione compartecipazione (0 milioni €)                                                |
| D                | Gianluca Rubin       | Südtirol        | risoluzione compartecipazione (0 milioni €)                                                |
| D                | Daniele Rugani       | Empoli          | prestito                                                                                   |
| D                | Reto Ziegler         | Sassuolo        | prestito (0 milioni €)                                                                     |
| C                | Stefano Antezza      | Carpi           | prestito                                                                                   |
| C                | Gabriel Appelt       | Spezia          | prestito con diritto di opzione                                                            |
| C                | Marcel Büchel        | Lanciano        | prestito                                                                                   |
| C                | Lorenzo Benucci      | Sassuolo        | prestito                                                                                   |
| C                | Simone Braccini      | Cesena          | prestito                                                                                   |
| C                | Eros Castelletto     | Sassuolo        | prestito                                                                                   |
| C                | Luca Castiglia       | Empoli          | prestito                                                                                   |
| C                | Michele Cavion       | Reggiana        | prestito                                                                                   |
| C                | Raman Chibsah        | Parma           | risoluzione compartecipazione (1 milioni €)                                                |
| C                | Stefano De Crescenzo | Bari            | prestito                                                                                   |
| C                | Elio De Silvestro    | Reggiana        | compartecipazione                                                                          |
| C                | Simone Esposito      | Grosseto        | risoluzione compartecipazione (0 milioni €)                                                |
| C                | Carlo Ilari          | Barletta        | prestito                                                                                   |
| C                | Elvis Kabashi        | Pescara         | prestito con diritto di riscatto della metà del cartellino                                 |
| C                | Jorge Martinez       | Novara          | prestito (0 milioni €)                                                                     |
| C                | Felipe Melo          | Galatasaray     | definitivo (3,75 milioni €) con bonus (0,5 milioni €)                                      |
| C                | Vincenzo Pira        | Reggiana        | prestito                                                                                   |
| C                | Fausto Rossi         | Real Valladolid | prestito                                                                                   |
| C                | Giuseppe Ruggiero    | Pro Vercelli    | compartecipazione (0,47 milioni €)                                                         |
| C                | Andrea Schiavone     | Siena           | fine prestito                                                                              |
| C                | Leonardo Spinazzola  | Siena           | prestito                                                                                   |
| A                | Stefano Beltrame     | Bari            | prestito                                                                                   |
| A                | Domenico Berardi     | Sassuolo        | prestito (0 milioni €)                                                                     |
| A                | Niko Bianconi        | Gavorrano       | prestito                                                                                   |
| A                | Richmond Boakye      | Elche           | prestito                                                                                   |
| A                | Leonardo Bonatini    | Cruzeiro        | fine prestito                                                                              |
| A                | Edoardo Ceria        | Atalanta        | compartecipazione (0,8 milioni €)                                                          |
| A                | Mbaye Diagne         | Ajaccio         | prestito (0 milioni €)                                                                     |
| A                | Luca Del Papa        | Chieti          | prestito                                                                                   |
| A                | Manolo Gabbiadini    | Sampdoria       | compartecipazione (5,5 milioni €)                                                          |
| A                | Vincenzo Iaquinta    |                 | svincolato                                                                                 |
| A                | Ciro Immobile        | Torino          | compartecipazione (2,75 milioni €)                                                         |
| A                | Zoran Josipovic      | Novara          | prestito con diritto di riscatto della metà del cartellino                                 |
| A                | Eric Lanini          | Prato           | prestito                                                                                   |
| A                | Riccardo Maniero     | Pescara         | risoluzione compartecipazione                                                              |
| A                | Francesco Margiotta  | Venezia         | prestito                                                                                   |
| A                | Gabriele Moncini     | Cesena          | prestito                                                                                   |
| A                | Stefano Padovan      | Pescara         | prestito con diritto di opzione e contro opzione                                           |
| A                | Simone Russini       | Ternana         | prestito                                                                                   |
| A                | Simone Zaza          | Sassuolo        | compartecipazione (2,5 milioni €)                                                          |

### Sessione invernale(dal 3/1 al 31/1)
| Acquisti         | Acquisti              | Acquisti     | Acquisti                                                           |
| R.               | Nome                  | da           | Modalità                                                           |
| ---------------- | --------------------- | ------------ | ------------------------------------------------------------------ |
| A                | Pablo Osvaldo         | Southampton  | prestito (0 milioni €) con diritto di riscatto (19 milioni €)      |
| Altre operazioni |                       |              |                                                                    |
| R.               | Nome                  | da           | Modalità                                                           |
| P                | Laurențiu Brănescu    | Juve Stabia  | fine prestito                                                      |
| P                | Vincenzo Fiorillo     | Sampdoria    | compartecipazione                                                  |
| P                | Andrea Montrucchio    | AO Chania    | fine prestito                                                      |
| P                | Timothy Nocchi        | Carpi        | fine prestito                                                      |
| D                | Tiziano Andrei        | Carrarese    | definitivo                                                         |
| D                | Edoardo Goldaniga     | Palermo      | compartecipazione                                                  |
| D                | Lorenzo Granatiero    | Manfredonia  | prestito (0,02 milioni €) con diritto di riscatto (0,06 milioni €) |
| D                | Umberto Grinzato      | Pro Vercelli | fine prestito                                                      |
| D                | Matteo Liviero        | Carpi        | fine prestito                                                      |
| D                | Niccolò Guiducci      | Latina       | fine prestito                                                      |
| D                | Stefano Pellizzari    | Cesena       | compartecipazione                                                  |
| D                | Gianluca Prandoni     | Catania      | fine prestito                                                      |
| D                | Yoan Severin          | Évian TG     | prestito                                                           |
| C                | Christian Alessandria | Bra          | prestito                                                           |
| C                | Andrea Giannarelli    | Venezia      | fine prestito                                                      |
| C                | Elvis Kabashi         | Pescara      | fine prestito                                                      |
| C                | Grīgorīs Kastanos     | EN Paralimni | definitivo                                                         |
| A                | Stefano Beltrame      | Bari         | fine prestito                                                      |
| A                | Davide Cais           | Atalanta     | compartecipazione                                                  |
| A                | Eric Lanini           | Prato        | fine prestito                                                      |
| A                | Gabriele Moncini      | Cesena       | fine prestito                                                      |
| A                | Stefano Padovan       | Pescara      | fine prestito                                                      |
| A                | Vincenzo Pira         | Reggiana     | fine prestito                                                      |
| A                | Mame Thiam            | Lanciano     | compartecipazione                                                  |

| Cessioni         | Cessioni             | Cessioni    | Cessioni                                           |
| R.               | Nome                 | a           | Modalità                                           |
| ---------------- | -------------------- | ----------- | -------------------------------------------------- |
| D                | Paolo De Ceglie      | Genoa       | prestito                                           |
| D                | Marco Motta          | Genoa       | prestito con diritto di riscatto                   |
| C                | Ouasim Bouy          | Amburgo     | prestito                                           |
| Altre operazioni |                      |             |                                                    |
| R.               | Nome                 | a           | Modalità                                           |
| P                | Laurențiu Brănescu   | Lanciano    | compartecipazione                                  |
| P                | Entonjo Elezaj       | Lanciano    | prestito                                           |
| P                | Andrea Montrucchio   | Bra         | prestito                                           |
| P                | Timothy Nocchi       | Padova      | prestito                                           |
| D                | Francesco Bertinetti | Torino      | prestito                                           |
| D                | Matteo Liviero       | Juve Stabia | prestito con diritto di riscatto e contro riscatto |
| D                | Vlad Marin           | Roma        | prestito                                           |
| D                | Joel Untersee        | Vaduz       | prestito                                           |
| C                | Raffaele Bianco      | Carpi       | definitivo                                         |
| C                | Simone Emmanuello    | Atalanta    | compartecipazione                                  |
| C                | Jakub Hromada        | Genoa       | prestito                                           |
| A                | Stefano Beltrame     | Sampdoria   | compartecipazione                                  |
| A                | Marco Di Benedetto   | Feralpisalò | prestito                                           |
| A                | Eric Lanini          | Palermo     | compartecipazione                                  |
| A                | Gabriele Moncini     | Cesena      | compartecipazione                                  |
| A                | Stefano Padovan      | Vicenza     | prestito                                           |
| A                | Vincenzo Pira        | Torino      | definitivo                                         |
| A                | Mame Thiam           | Lanciano    | prestito                                           |

## Risultati

### Serie A

#### Girone di andata
| Arbitro: | Banti (Livorno) |

|  |           |           |
|  | Marcatori | 58’ Tévez |

| Arbitro: | Tagliavento (Terni) |

|                                      |           |           |
| Vidal 14’, 26’ Vučinić 49’ Tévez 80’ | Marcatori | 28’ Klose |

| Arbitro: | Orsato (Schio) |

|            |           |           |
| Icardi 73’ | Marcatori | 75’ Vidal |

| Arbitro: | Bergonzi (Genova) |

|                          |           |                |
| Tévez 40’ Llorente 45+3’ | Marcatori | 36’ Cacciatore |

| Arbitro: | De Marco (Chiavari) |

|             |           |                                        |
| Théréau 28’ | Marcatori | 47’ Quagliarella 65’ (aut.) Bernardini |

| Arbitro: | Mazzoleni (Bergamo) |

|  |           |           |
|  | Marcatori | 54’ Pogba |

| Arbitro: | Rocchi (Firenze) |

|                                      |           |                 |
| Pirlo 15’ Giovinco 69’ Chiellini 75’ | Marcatori | 1’, 90’ Muntari |

| Arbitro: | Rizzoli (Bologna) |

|                                        |           |                            |
| Rossi 66’ (rig.), 76’, 80’ Joaquín 78’ | Marcatori | 37’ (rig.) Tévez 40’ Pogba |

| Arbitro: | Doveri (Roma 1) |

|                            |           |  |
| Vidal 23’ (rig.) Tévez 36’ | Marcatori |  |

| Arbitro: | Guida (Torre Annunziata) |

|                                           |           |  |
| Vidal 26’ Pirlo 34’ Tévez 66’ Bonucci 71’ | Marcatori |  |

| Arbitro: | Celi (Bari) |

|  |           |           |
|  | Marcatori | 77’ Pogba |

| Arbitro: | Rocchi (Firenze) |

|                                 |           |  |
| Llorente 2’ Pirlo 74’ Pogba 80’ | Marcatori |  |

| Arbitro: | Massa (Imperia) |

|  |           |                        |
|  | Marcatori | 63’ Llorente 75’ Tévez |

| Arbitro: | Calvarese (Teramo) |

|                |           |  |
| Llorente 90+1’ | Marcatori |  |

| Arbitro: | Mazzoleni (Bergamo) |

|  |           |                         |
|  | Marcatori | 12’ Vidal 89’ Chiellini |

| Arbitro: | Bergonzi (Genova) |

|                                |           |  |
| Tévez 15’, 45’, 68’ Peluso 28’ | Marcatori |  |

| Arbitro: | Celi (Bari) |

|             |           |                                           |
| Morález 15’ | Marcatori | 6’ Tévez 46’ Pogba 75’ Llorente 79’ Vidal |

| Arbitro: | Rizzoli (Bologna) |

|                                          |           |  |
| Vidal 17’ Bonucci 48’ Vučinić 77’ (rig.) | Marcatori |  |

| Arbitro: | Guida (Torre Annunziata) |

|             |           |                                                  |
| Pinilla 21’ | Marcatori | 31’, 76’ Llorente 73’ Marchisio 80’ Lichtsteiner |

#### Girone di ritorno
| Arbitro: | Gervasoni (Mantova) |

|                                              |           |                                    |
| Vidal 18’, 41’ (rig.) Llorente 24’ Pogba 78’ | Marcatori | 38’ (aut.) Barzagli 69’ Gabbiadini |

| Arbitro: | Massa (Imperia) |

|                     |           |              |
| Candreva 27’ (rig.) | Marcatori | 60’ Llorente |

| Arbitro: | Rocchi (Firenze) |

|                                          |           |             |
| Lichtsteiner 15’ Chiellini 47’ Vidal 55’ | Marcatori | 71’ Rolando |

| Arbitro: | Doveri (Roma 1) |

|                      |           |               |
| Toni 52’ Gómez 90+4’ | Marcatori | 4’, 21’ Tévez |

| Arbitro: | Valeri (Roma 2) |

|                                        |           |                    |
| Asamoah 17’ Marchisio 29’ Llorente 58’ | Marcatori | 51’ (aut.) Cáceres |

| Arbitro: | Rizzoli (Bologna) |

|           |           |  |
| Tévez 30’ | Marcatori |  |

| Arbitro: | Guida (Torre Annunziata) |

|  |           |                        |
|  | Marcatori | 44’ Llorente 68’ Tévez |

| Arbitro: | Orsato (Schio) |

|             |           |  |
| Asamoah 42’ | Marcatori |  |

| Arbitro: | Mazzoleni (Bergamo) |

|  |           |           |
|  | Marcatori | 89’ Pirlo |

| Arbitro: | Damato (Barletta) |

|  |           |           |
|  | Marcatori | 59’ Tévez |

| Arbitro: | Banti (Livorno) |

|                |           |              |
| Tévez 25’, 32’ | Marcatori | 62’ Molinaro |

| Arbitro: | Orsato (Schio) |

|                          |           |  |
| Callejón 37’ Mertens 81’ | Marcatori |  |

| Arbitro: | Gervasoni (Mantova) |

|                   |           |  |
| Llorente 32’, 35’ | Marcatori |  |

| Arbitro: | Rizzoli (Bologna) |

|  |           |                           |
|  | Marcatori | 16’ Giovinco 26’ Llorente |

| Arbitro: | Giacomelli (Trieste) |

|           |           |  |
| Pogba 64’ | Marcatori |  |

| Arbitro: | Damato (Barletta) |

|         |           |                                      |
| Zaza 9’ | Marcatori | 34’ Tévez 58’ Marchisio 76’ Llorente |

| Arbitro: | De Marco (Chiavari) |

|            |           |  |
| Padoin 72’ | Marcatori |  |

| Arbitro: | Russo (Nola) |

|  |           |               |
|  | Marcatori | 90+4’ Osvaldo |

| Arbitro: | Bergonzi (Genova) |

|                                                |           |  |
| Silvestri 8’ (aut.) Llorente 15’ Marchisio 40’ | Marcatori |  |

### Coppa Italia

#### Fase finale
| Arbitro: | Irrati (Pistoia) |

|                                          |           |  |
| Giovinco 7’ Cáceres 16’ Quagliarella 35’ | Marcatori |  |

| Arbitro: | Tagliavento (Terni) |

|              |           |  |
| Gervinho 79’ | Marcatori |  |

### UEFA Champions League

#### Fase a gironi
| Arbitro: | Bebek |

|               |           |                  |
| Jørgensen 14’ | Marcatori | 54’ Quagliarella |

| Arbitro: | Kassai |

|                                   |           |                           |
| Vidal 78’ (rig.) Quagliarella 87’ | Marcatori | 36’ Drogba 88’ Umut Bulut |

| Arbitro: | Gräfe |

|                        |           |              |
| Ronaldo 4’, 29’ (rig.) | Marcatori | 22’ Llorente |

| Arbitro: | Webb |

|                               |           |                      |
| Vidal 42’ (rig.) Llorente 65’ | Marcatori | 52’ Ronaldo 60’ Bale |

| Arbitro: | Eriksson |

|                                   |           |              |
| Vidal 29’ (rig.), 61’ (rig.), 63’ | Marcatori | 56’ Mellberg |

| Arbitro: | Proença |

|              |           |  |
| Sneijder 85’ | Marcatori |  |

### UEFA Europa League

#### Fase a eliminazione diretta
| Arbitro: | Kul'bakoŭ |

|                         |           |  |
| Osvaldo 16’ Pogba 90+4’ | Marcatori |  |

| Arbitro: | Královec |

|  |           |                       |
|  | Marcatori | 18’ Vidal 33’ Osvaldo |

| Arbitro: | Kuipers |

|          |           |           |
| Vidal 3’ | Marcatori | 79’ Gómez |

| Arbitro: | Webb |

|  |           |           |
|  | Marcatori | 71’ Pirlo |

| Arbitro: | Collum |

|  |           |             |
|  | Marcatori | 85’ Bonucci |

| Arbitro: | Undiano Mallenco |

|                            |           |            |
| Pirlo 4’ Umtiti 68’ (aut.) | Marcatori | 18’ Briand |

| Arbitro: | Çakır |

|                   |           |           |
| Garay 2’ Lima 84’ | Marcatori | 73’ Tévez |

| Torino 1º maggio 2014, ore 21:05 CEST Semifinale - Ritorno | Juventus    | 0 – 0 referto | Benfica | Juventus Stadium (40 775 spett.)\| Arbitro: \| Clattenburg \| |
| Arbitro:                                                   | Clattenburg |               |         |                                                               |

### Supercoppa italiana
| Arbitro: | Rocchi (Firenze) |

|                                                    |           |  |
| Pogba 23’ Chiellini 52’ Lichtsteiner 54’ Tévez 56’ | Marcatori |  |

## Statistiche

### Statistiche di squadra
Statistiche aggiornate al 18 maggio 2014.
| Competizione          | Punti | In casa | In casa | In casa | In casa | In casa | In casa | In trasferta | In trasferta | In trasferta | In trasferta | In trasferta | In trasferta | Totale | Totale | Totale | Totale | Totale | Totale | DR  |
| Competizione          | Punti | G       | V       | N       | P       | Gf      | Gs      | G            | V            | N            | P            | Gf           | Gs           | G      | V      | N      | P      | Gf     | Gs     | DR  |
| --------------------- | ----- | ------- | ------- | ------- | ------- | ------- | ------- | ------------ | ------------ | ------------ | ------------ | ------------ | ------------ | ------ | ------ | ------ | ------ | ------ | ------ | --- |
| Serie A               | 102   | 19      | 19      | 0       | 0       | 47      | 9       | 19           | 14           | 3            | 2            | 33           | 14           | 38     | 33     | 3      | 2      | 80     | 23     | +57 |
| Coppa Italia          |       | 1       | 1       | 0       | 0       | 3       | 0       | 1            | 0            | 0            | 1            | 0            | 1            | 2      | 1      | 0      | 1      | 3      | 1      | +2  |
| UEFA Champions League | 6     | 3       | 1       | 2       | 0       | 7       | 5       | 3            | 0            | 1            | 2            | 2            | 4            | 6      | 1      | 3      | 2      | 9      | 9      | 0   |
| UEFA Europa League    | -     | 4       | 2       | 2       | 0       | 5       | 2       | 4            | 3            | 0            | 1            | 5            | 2            | 8      | 5      | 2      | 1      | 10     | 4      | +6  |
| Supercoppa italiana   | -     | -       | -       | -       | -       | -       | -       | -            | -            | -            | -            | -            | -            | 1      | 1      | 0      | 0      | 4      | 0      | +4  |
| Totale                | -     | 27      | 23      | 4       | 0       | 62      | 16      | 27           | 17           | 4            | 6            | 40           | 21           | 55     | 41     | 8      | 6      | 106    | 37     | +69 |

### Andamento in campionato
| Giornata  | 1 | 2 | 3 | 4 | 5 | 6 | 7 | 8 | 9 | 10 | 11 | 12 | 13 | 14 | 15 | 16 | 17 | 18 | 19 | 20 | 21 | 22 | 23 | 24 | 25 | 26 | 27 | 28 | 29 | 30 | 31 | 32 | 33 | 34 | 35 | 36 | 37 | 38 |
| --------- | - | - | - | - | - | - | - | - | - | -- | -- | -- | -- | -- | -- | -- | -- | -- | -- | -- | -- | -- | -- | -- | -- | -- | -- | -- | -- | -- | -- | -- | -- | -- | -- | -- | -- | -- |
| Luogo     | T | C | T | C | T | T | C | T | C | C  | T  | C  | T  | C  | T  | C  | T  | C  | T  | C  | T  | C  | T  | C  | C  | T  | C  | T  | T  | C  | T  | C  | T  | C  | T  | C  | T  | C  |
| Risultato | V | V | N | V | V | V | V | P | V | V  | V  | V  | V  | V  | V  | V  | V  | V  | V  | V  | N  | V  | N  | V  | V  | V  | V  | V  | V  | V  | P  | V  | V  | V  | V  | V  | V  | V  |
| Posizione | 9 | 5 | 5 | 5 | 4 | 3 | 3 | 3 | 3 | 3  | 3  | 2  | 1  | 1  | 1  | 1  | 1  | 1  | 1  | 1  | 1  | 1  | 1  | 1  | 1  | 1  | 1  | 1  | 1  | 1  | 1  | 1  | 1  | 1  | 1  | 1  | 1  | 1  |

Fonte:  Serie A – Classifiche, su sport.sky.it, Sky Sport. URL consultato il 7 settembre 2013 (archiviato dall'url originale l'11 settembre 2014).
Legenda:

Luogo: C = Casa; T = Trasferta. Risultato: V = Vittoria; N = Pareggio; P = Sconfitta.

### Statistiche dei giocatori
| Giocatore       | Serie A  | Serie A | Serie A     | Serie A    | Coppa Italia | Coppa Italia | Coppa Italia | Coppa Italia | UEFA Champions League + UEFA Europa League | UEFA Champions League + UEFA Europa League | UEFA Champions League + UEFA Europa League | UEFA Champions League + UEFA Europa League | Supercoppa italiana | Supercoppa italiana | Supercoppa italiana | Supercoppa italiana | Totale   | Totale | Totale      | Totale     |
| Giocatore       | Presenze | Reti    | Ammonizioni | Espulsioni | Presenze     | Reti         | Ammonizioni  | Espulsioni   | Presenze                                   | Reti                                       | Ammonizioni                                | Espulsioni                                 | Presenze            | Reti                | Ammonizioni         | Espulsioni          | Presenze | Reti   | Ammonizioni | Espulsioni |
| --------------- | -------- | ------- | ----------- | ---------- | ------------ | ------------ | ------------ | ------------ | ------------------------------------------ | ------------------------------------------ | ------------------------------------------ | ------------------------------------------ | ------------------- | ------------------- | ------------------- | ------------------- | -------- | ------ | ----------- | ---------- |
| K. Asamoah      | 34       | 2       | 6           | 0          | 1            | 0            | 0            | 0            | 5+6                                        | 0                                          | 0+1                                        | 0                                          | 1                   | 0                   | 0                   | 0                   | 47       | 2      | 7           | 0          |
| A. Barzagli     | 26       | 0       | 3           | 0          | 1            | 0            | 0            | 0            | 4+1                                        | 0                                          | 0                                          | 0                                          | 1                   | 0                   | 1                   | 0                   | 33       | 0      | 4           | 0          |
| L. Bonucci      | 29       | 2       | 8           | 0          | 1            | 0            | 0            | 0            | 6+7                                        | 0+1                                        | 1+1                                        | 0                                          | 1                   | 0                   | 0                   | 0                   | 44       | 3      | 10          | 0          |
| O. Bouy         | 0        | 0       | 0           | 0          | 1            | 0            | 1            | 0            | -                                          | -                                          | -                                          | -                                          | 0                   | 0                   | 0                   | 0                   | 1        | 0      | 1           | 0          |
| G. Buffon       | 33       | -20     | 0           | 1          | 0            | -0           | 0            | 0            | 6+8                                        | -9+-4                                      | 0                                          | 0                                          | 1                   | -0                  | 0                   | 0                   | 48       | -33    | 0           | 1          |
| M. Cáceres      | 17       | 0       | 1           | 0          | 1            | 1            | 0            | 0            | 3+8                                        | 0                                          | 1+0                                        | 0                                          | 1                   | 0                   | 0                   | 0                   | 30       | 1      | 2           | 0          |
| G. Chiellini    | 31       | 3       | 5           | 0          | 1            | 0            | 0            | 0            | 5+6                                        | 0                                          | 0                                          | 1+0                                        | 1                   | 1                   | 0                   | 0                   | 44       | 4      | 5           | 1          |
| P. De Ceglie    | 4        | 0       | 0           | 0          | 1            | 0            | 0            | 0            | 1+0                                        | 0                                          | 0                                          | 0                                          | 0                   | 0                   | 0                   | 0                   | 6        | 0      | 0           | 0          |
| S. Giovinco     | 17       | 2       | 2           | 0          | 2            | 1            | 1            | 0            | 4+7                                        | 0                                          | 0+1                                        | 0                                          | 0                   | 0                   | 0                   | 0                   | 30       | 3      | 4           | 0          |
| M. Isla         | 18       | 0       | 1           | 0          | 1            | 0            | 0            | 0            | 2+6                                        | 0                                          | 0                                          | 0                                          | 0                   | 0                   | 0                   | 0                   | 27       | 0      | 1           | 0          |
| S. Lichtsteiner | 27       | 2       | 4           | 0          | 1            | 0            | 0            | 0            | 3+4                                        | 0                                          | 1+0                                        | 0                                          | 1                   | 1                   | 0                   | 0                   | 36       | 3      | 5           | 0          |
| F. Llorente     | 34       | 16      | 3           | 0          | 1            | 0            | 0            | 0            | 5+5                                        | 2+0                                        | 0                                          | 0                                          | 0                   | 0                   | 0                   | 0                   | 45       | 18     | 3           | 0          |
| C. Marchisio    | 29       | 4       | 5           | 0          | 2            | 0            | 0            | 0            | 4+7                                        | 0                                          | 1+1                                        | 0                                          | 1                   | 0                   | 0                   | 0                   | 43       | 4      | 7           | 0          |
| M. Motta        | 2        | 0       | 1           | 0          | 1            | 0            | 0            | 0            | 0                                          | 0                                          | 0                                          | 0                                          | 0                   | 0                   | 0                   | 0                   | 3        | 0      | 1           | 0          |
| A. Ogbonna      | 16       | 0       | 5           | 1          | 2            | 0            | 0            | 0            | 3+3                                        | 0                                          | 0                                          | 0                                          | 1                   | 0                   | 0                   | 0                   | 25       | 0      | 5           | 1          |
| P. Osvaldo      | 11       | 1       | 1           | 0          | 0            | 0            | 0            | 0            | 0+7                                        | 0+2                                        | 0                                          | 0                                          | 0                   | 0                   | 0                   | 0                   | 18       | 3      | 1           | 0          |
| S. Padoin       | 21       | 1       | 1           | 0          | 1            | 0            | 0            | 0            | 1+2                                        | 0                                          | 0                                          | 0                                          | 0                   | 0                   | 0                   | 0                   | 25       | 1      | 1           | 0          |
| F. Peluso       | 9        | 1       | 2           | 0          | 2            | 0            | 0            | 0            | 1+2                                        | 0                                          | 1+0                                        | 0                                          | 0                   | 0                   | 0                   | 0                   | 14       | 1      | 3           | 0          |
| S. Pepe         | 2        | 0       | 0           | 0          | 1            | 0            | 0            | 0            | 0-                                         | 0-                                         | 0-                                         | 0-                                         | 0                   | 0                   | 0                   | 0                   | 3        | 0      | 0           | 0          |
| A. Pirlo        | 30       | 4       | 4           | 0          | 1            | 0            | 0            | 0            | 5+8                                        | 0+2                                        | 1+0                                        | 0                                          | 1                   | 0                   | 0                   | 0                   | 45       | 6      | 5           | 0          |
| P. Pogba        | 36       | 7       | 4           | 0          | 0            | 0            | 0            | 0            | 6+8                                        | 0+1                                        | 0+1                                        | 0                                          | 1                   | 1                   | 0                   | 0                   | 51       | 9      | 5           | 0          |
| F. Quagliarella | 17       | 1       | 1           | 0          | 2            | 1            | 0            | 0            | 4+0                                        | 2+0                                        | 0                                          | 0                                          | 0                   | 0                   | 0                   | 0                   | 23       | 4      | 1           | 0          |
| Rubinho         | 1        | -0      | 0           | 0          | -            | -            | -            | -            | -                                          | -                                          | -                                          | -                                          | 0                   | -0                  | 0                   | 0                   | 1        | -0     | 0           | 0          |
| M. Storari      | 6        | -3      | 0           | 0          | 2            | -1           | 0            | 0            | 0-                                         | 0-                                         | 0-                                         | 0-                                         | 0                   | -0                  | 0                   | 0                   | 8        | -4     | 0           | 0          |
| C. Tévez        | 34       | 19      | 4           | 0          | 1            | 0            | 0            | 0            | 6+6                                        | 0+1                                        | 1+1                                        | 0                                          | 1                   | 1                   | 0                   | 0                   | 48       | 21     | 6           | 0          |
| A. Vidal        | 32       | 11      | 8           | 0          | 1            | 0            | 1            | 0            | 6+6                                        | 5+2                                        | 2+1                                        | 0                                          | 1                   | 0                   | 0                   | 0                   | 46       | 18     | 12          | 0          |
| M. Vučinić      | 12       | 2       | 2           | 0          | 0            | 0            | 0            | 0            | 2+3                                        | 0                                          | 0+1                                        | 0+1                                        | 1                   | 0                   | 0                   | 0                   | 18       | 2      | 3           | 1          |

## Giovanili

### Piazzamenti

#### Primavera
- Campionato Primavera: Quarti di finale
- Coppa Italia: Semifinale
- Supercoppa Primavera: Vincitrice
- Torneo di Viareggio: Ottavi di finale
- UEFA Youth League: Fase a gironi